# Saldaña de Burgos
Saldaña de Burgos ist eine 201 Einwohner (Stand: 2024) zählende Gemeinde der Provinz Burgos in der Autonomen Gemeinschaft Kastilien-León (Castilla y León). Sie gehört zur Comarca Alfoz de Burgos.
Die Gemeinde setzt sich aus dem Hauptort Saldaña und der Ortschaft Ventas de Saldaña zusammen.

## Lage
Saldaña de Burgos liegt etwa neun Kilometer südlich vom Stadtzentrum von Burgos auf einer durchschnittlichen Höhe von etwa 870 m. Der Río Viejo durchquert die Gemeinde. 

## Bevölkerungsentwicklung
| Jahr      | 1970 | 1981 | 1991 | 2001 | 2011 | 2021 |
| Einwohner | 93   | 94   | 80   | 128  | 185  | 189  |

## Sehenswürdigkeiten
- Heilig-Kreuz-Kirche (Iglesia de la Santa Cruz)
- Mühle
- der Palacio de Saldañuela befindet sich heute in der Gemeinde Sarracín

## Persönlichkeiten
- Isabel Osorio (um 1522–1589), Mätresse Philipps II.